# رابرت دوپل
 رابرت دوپل (انگلیسی: Robert Döpel؛ زاده ۳ دسامبر ۱۸۹۵ درگذشته ۲ دسامبر ۱۹۸۲) یک دانشمند اهل آلمان بود.